# Elizabeth Wilson

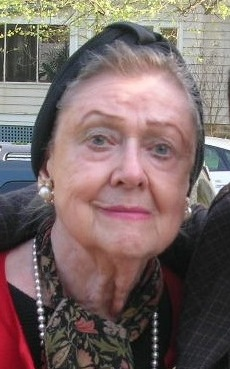
Elizabeth Wilson (2011)

Elizabeth Wilson (* 4. April 1921 in Grand Rapids, Michigan; † 9. Mai 2015 in New Haven, Connecticut) war eine US-amerikanische Film-, Fernseh- und Theaterschauspielerin.

## Leben und Karriere
Nach einem Studium an der American Academy of Dramatic Arts in New York City machte Elizabeth Wilson ihr Filmdebüt 1946 in Alfred Hitchcocks Thriller Berüchtigt, wobei sie allerdings nur eine Kleinstrolle als Partygast übernahm. In den 1950er-Jahren konnte sie sich durch Fernseh- und Theaterauftritte als Nebendarstellerin etablieren. Am Broadway spielte die Charakterdarstellerin in insgesamt 15 Produktionen zwischen 1953 und 2000. 1972 gewann sie den Tony Award als Beste Nebendarstellerin für ihren Auftritt im Stück Stricks and Bones. Einer ihrer frühen Erfolge am Broadway war die Rolle der Christine Schoenwalder im Stück Picnic, die sie auch in der gleichnamigen Verfilmung von 1955 repräsentierte.
Eine ihrer bekanntesten Rollen spielte Wilson im Jahr 1967 als Mutter von Dustin Hoffmans Hauptfigur in dem Filmklassiker Die Reifeprüfung. Mit Reifeprüfung-Regisseur Mike Nichols drehte Wilson später noch drei weitere Filme. Zu ihren sonstigen nennenswerten Filmrollen zählen die schurkische Verbrecherin Dr. Abigail Craven in der Horrorkomödie Addams Family (1991) sowie die Sekretärin von Harrison Ford im Drama In Sachen Henry (1991). Als Fernsehdarstellerin übernahm Wilson Gastrollen in Serien wie Mord ist ihr Hobby oder Criminal Intent – Verbrechen im Visier, außerdem erhielt sie eine Emmy-Nominierung für ihre Rolle in der Fernseh-Miniserie Nutcracker: Money, Madness & Murder. Obwohl sie sich bereits Mitte der 1990er-Jahre weitgehend aus dem Film- und Fernsehgeschäft zurückgezogen hatte, übernahm sie 2012 noch einmal die Rolle von Franklin D. Roosevelts Mutter in Hyde Park am Hudson mit Bill Murray.
Obgleich Elizabeth Wilson auf der Leinwand häufig in Mutterrollen besetzt wurde, war sie selbst nie verheiratet und hatte keine Kinder. Im Mai 2015 starb sie im Alter von 94 Jahren.

## Filmografie (Auswahl)
- 1946: Berüchtigt (Notorious)
- 1955: Picknick (Picnic)
- 1956: Morgen trifft es dich (Patterns)
- 1958: Die Göttin (The Goddess)
- 1958: Babys auf Bestellung (The Tunnel of Love)
- 1959: Ehegeheimnisse (Happy Anniversary)
- 1960: Kein Fall für FBI (The Detectives, Fernsehserie, Folge 1x33)
- 1960: Zu heiß zum Anfassen (Too Hot to Handle)
- 1963: Ein Kind wartet (A Child Is Waiting)
- 1963: Die Vögel (The Birds)
- 1963–1964: East Side/West Side (Fernsehserie, 26 Folgen)
- 1967: Der Tiger schlägt zurück (The Tiger Makes Out)
- 1967: Die Reifeprüfung (The Graduate)
- 1970: Jenny
- 1970: Catch-22 – Der böse Trick (Catch-22)
- 1971: Kleine Mörder (Little Murders)
- 1973: Der Tag des Delphins (The Day of the Dolphin)
- 1974: Der Mann auf der Schaukel (Man on a Swing)
- 1975: All in the Family (Fernsehserie, Folge 5x19)
- 1975: Das Nervenbündel (The Prisoner of Second Avenue)
- 1975: The Happy Hooker
- 1975–1976: Doc (Fernsehserie, 24 Folgen)
- 1979: Pater Brown läßt sich nicht bluffen (Sanctuary of Fear, Fernsehfilm)
- 1980: Warum eigentlich … bringen wir den Chef nicht um? (9 to 5)
- 1981: Die unglaubliche Geschichte der Mrs. K. (The Incredible Shrinking Woman)
- 1982: Detektei mit Hexerei (Tucker's Witch, Fernsehserie, Folge 1x02)
- 1984: Grace Quigleys letzte Chance (Grace Quigley)
- 1986: Morningstar/Eveningstar (Fernsehserie, 7 Folgen)
- 1986: Grenzenloses Leid einer Mutter (Where Are The Children?)
- 1987: Nutcracker: Money, Madness & Murder (Miniserie, 3 Folgen)
- 1987: Das Ritual (The Believers)
- 1987: Kampf um Liebe (A Conspiracy of Love, Fernsehfilm)
- 1991: In Sachen Henry (Regarding Henry)
- 1991: Addams Family (The Addams Family)
- 1993: Sarah zwischen Land und Meer (Skylark, Fernsehfilm)
- 1993: Delta (Fernsehserie, 4 Folgen)
- 1994: Quiz Show
- 1994: Scarlett (Miniserie, 2 Folgen)
- 1994: Nobody’s Fool – Auf Dauer unwiderstehlich (Nobody’s Fool)
- 1995: Mord ist ihr Hobby (Murder, She Wrote, Fernsehserie, Folge 12x05)
- 1996: Der Heilige und seine Narren (The Boys Next Door, Fernsehfilm)
- 1998: Ein Wink des Himmels (Promised Land, Fernsehserie, Folge 2x12)
- 2001: Rocky Road
- 2002: Criminal Intent (Law & Order: Criminal Intent, Fernsehserie, Folge 2x05)
- 2012: Hyde Park am Hudson (Hyde Park on Hudson)